# 兰甘亨
蘭甘亨（約1237年至1247年—約1298年至1317年），又稱蘭甘亨大帝（พ่อขุนรามคำแหงมหาราช），或譯拉瑪甘亨、蘭摩堪亨，《元史》稱敢木丁，他是素可泰王國帕鑾王朝第三代君主，約1279年至1298年（或1275年至1317年）間在位。蘭甘亨是前任國王班孟的弟弟。蘭甘亨擴張了素可泰王國的版圖，創製泰文，正式以上座部佛教為國教，被後世尊稱為蘭甘亨大帝。

## 生平

### 早年
蘭甘亨是素可泰王國建立者室利膺陀羅鐵與其王后森（Sueang）的兒子，有兩兄兩妹，長兄早夭。此外尚有傳說稱蘭甘亨是女巨魔岡利（Kangli）與漁夫之子。
1238年，19歲的蘭甘亨隨父親室利膺陀羅鐵起兵反抗高棉的統治，攻佔素可泰，建立素可泰王國。蘭甘亨曾率軍與達城的高棉王子佐德（Chot）作戰，他與佐德乘象單挑，勝之，隨後大敗高棉軍。父王室利膺陀羅鐵因其作戰英勇而授與其蘭甘亨的稱號，蘭（ราม）意為印度傳奇英雄「羅摩」，甘亨（คำแหง）意為「勇敢」或「強大」，蘭甘亨意即「勇敢的羅摩」或「強大的羅摩」。約1270年，室利膺陀羅鐵逝世，蘭甘亨的二哥班孟繼位，蘭甘亨受命管理是塞差那萊城。約1279年，班孟逝世，蘭甘亨繼位為素可泰國王。

### 統治與征戰

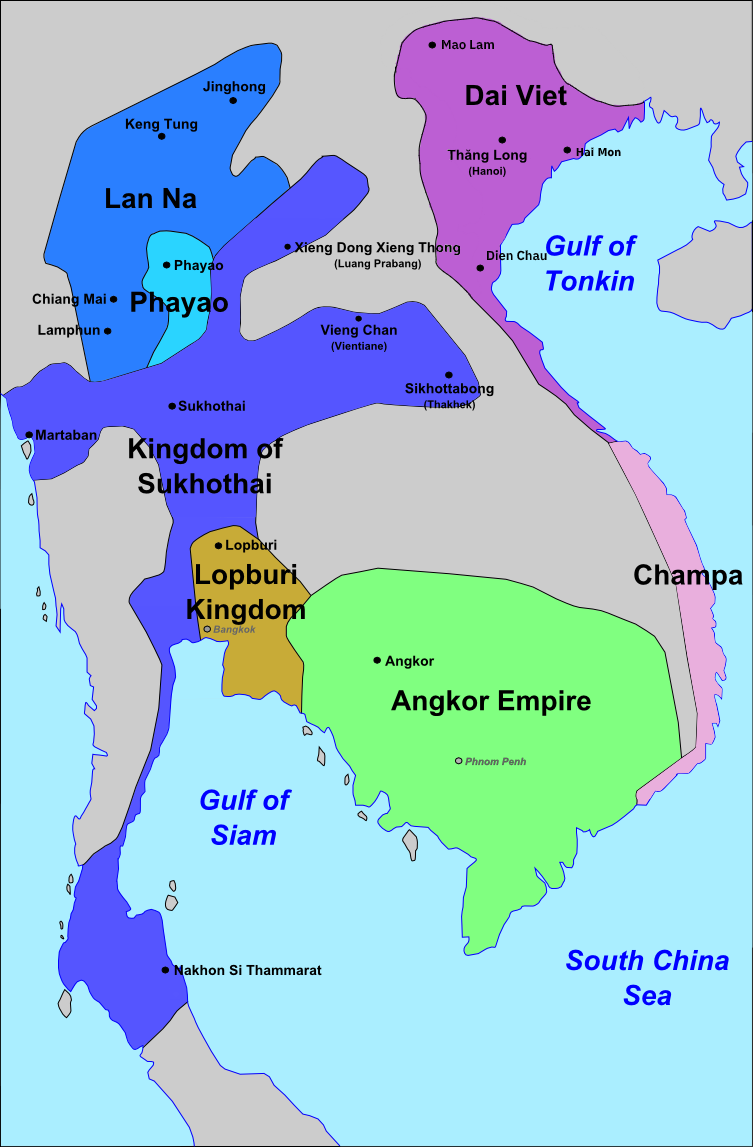
素可泰王國疆域

蘭甘亨即位後東征西討，使素可泰王國的勢力範圍東至彭世洛、萬象、琅勃拉邦，南至那空沙旺、素攀武里、叻丕、佛丕、洛坤，西至來興、丹那沙林、土瓦、馬都八、勃固，北至帕、楠。元人周達觀於1296年（元貞二年）至1297年（大德元年）出使吳哥，記載了素可泰王國與吳哥王國的戰事使高棉境內村落皆成曠地。元成宗鐵穆耳曾於1295年（元貞元年）吿諭蘭甘亨不要攻打末羅瑜（即麻里予兒）。蘭甘亨大約逝世於1298年（一說1317年），傳說他消失在宋加洛地區的激流當中。
據說勃固王國的建立者伐麗流始終臣服於蘭甘亨。伐麗流本名摩瞿多（Mogado），曾任蘭甘亨的衛隊長。摩瞿多曾進獻白象給蘭甘亨，因此甚得其寵。在蘭甘亨出征高棉時，摩瞿多帶著蘭甘亨的女兒私奔馬都八。後摩瞿多奪取馬都八，以伐麗流之名稱王。伐麗流後又奪取勃固，建立勃固王國。伐麗流始終臣服於蘭甘亨，蘭甘亨曾於1286年授與其封號昭華魯亞（เจ้าฟ้ารั่ว），意為「天漏王」。

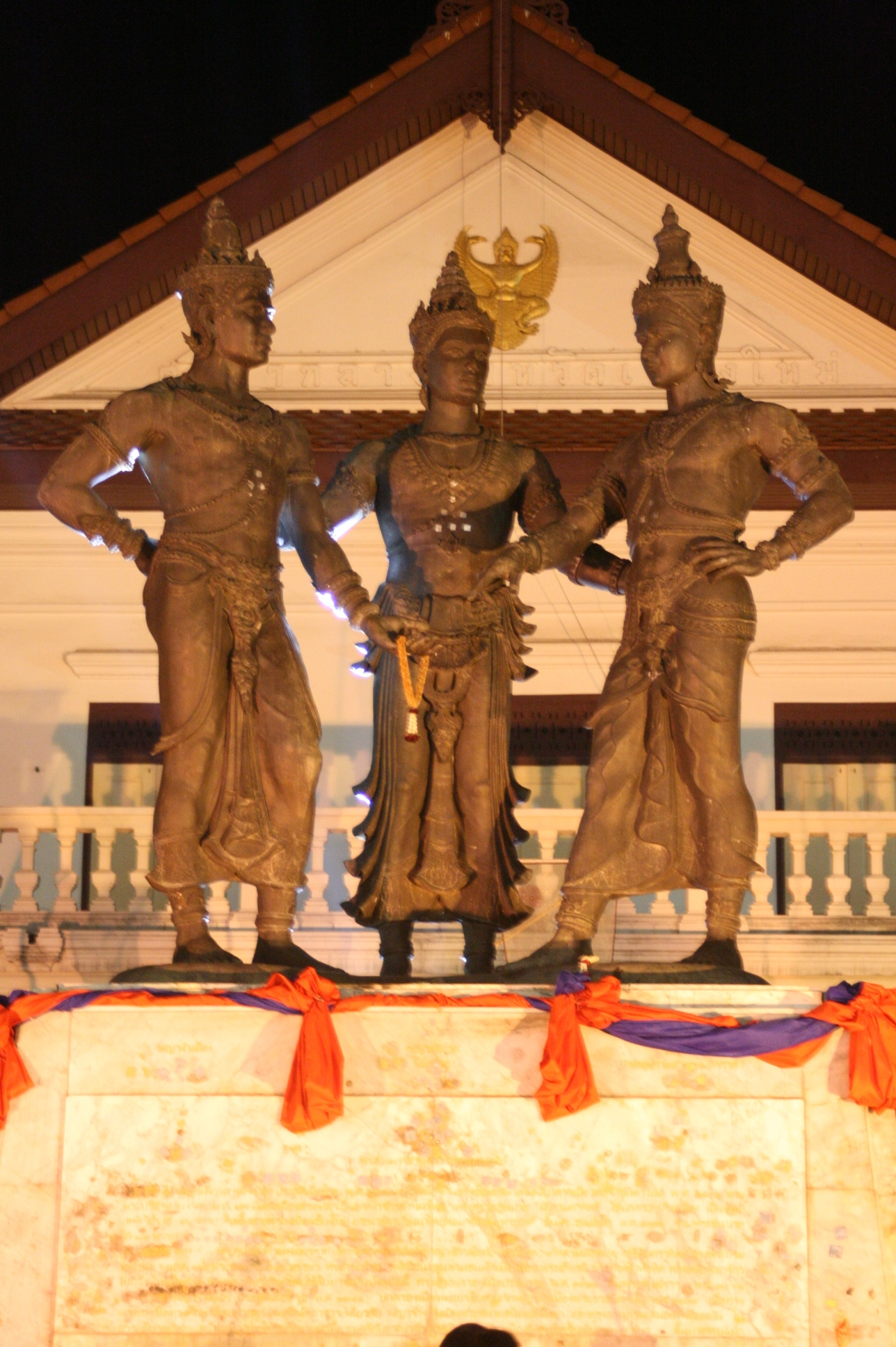
蘭甘亨、孟萊與昂孟塑像（右至左）

蘭甘亨與蘭納國王孟萊、帕夭國王昂孟保持良好友誼。孟萊曾邀請蘭甘亨、昂孟一起尋找適合建都的地區，後三人選定清邁建城。蘭甘亨曾與昂孟的妃子私通，被昂孟拘禁，後在孟萊的調停下，蘭甘亨真誠地致歉賠禮，雙方重歸友好。
蘭甘亨的最大貢獻在於他將流行於素可泰地區的高棉文加以改造，於1283年創製了泰文字母。1292年的蘭甘亨碑是最早使用泰文的碑銘，碑銘記載了蘭甘亨的生平與事蹟。著名的宋加洛陶器據說始於蘭甘亨時期，一說為蘭甘亨從元朝帶回的匠人所傳，另説源於本地泰族嘉隆窯的技藝，宋加洛的陶器工業存在到18世紀中葉。
蘭甘亨以上座部佛教為國教，國王與貴族皆虔誠信仰佛教，據說素可泰國王對城南考鑾山上的山巔之主（Phra Khaphung）也虔誠獻祭，山巔之主是素可泰最重要的神靈。蘭甘亨曾在素可泰懸一大鐘，給有冤屈的百姓敲擊，每聞鐘聲，蘭甘亨一定親往巡視問詢。

### 外交
蘭甘亨與元朝保持友好的關係，據說其曾於1294年親至元廷覲見元世祖忽必烈，於1300年再次親至元廷，並帶回元朝的匠人，開創著名的宋加洛陶器。《元史》則記載，忽必烈曾於1282年（至元十九年）遣使素可泰（即暹國）。1294年（至元三十一年），蘭甘亨（即敢木丁）遣使朝貢。1300年（大德四年），暹使來朝，元成宗鐵穆耳賜衣遣之。元史中沒有蘭甘亨至元廷見忽必烈、或帶回元朝匠人的記載。

## 圖片

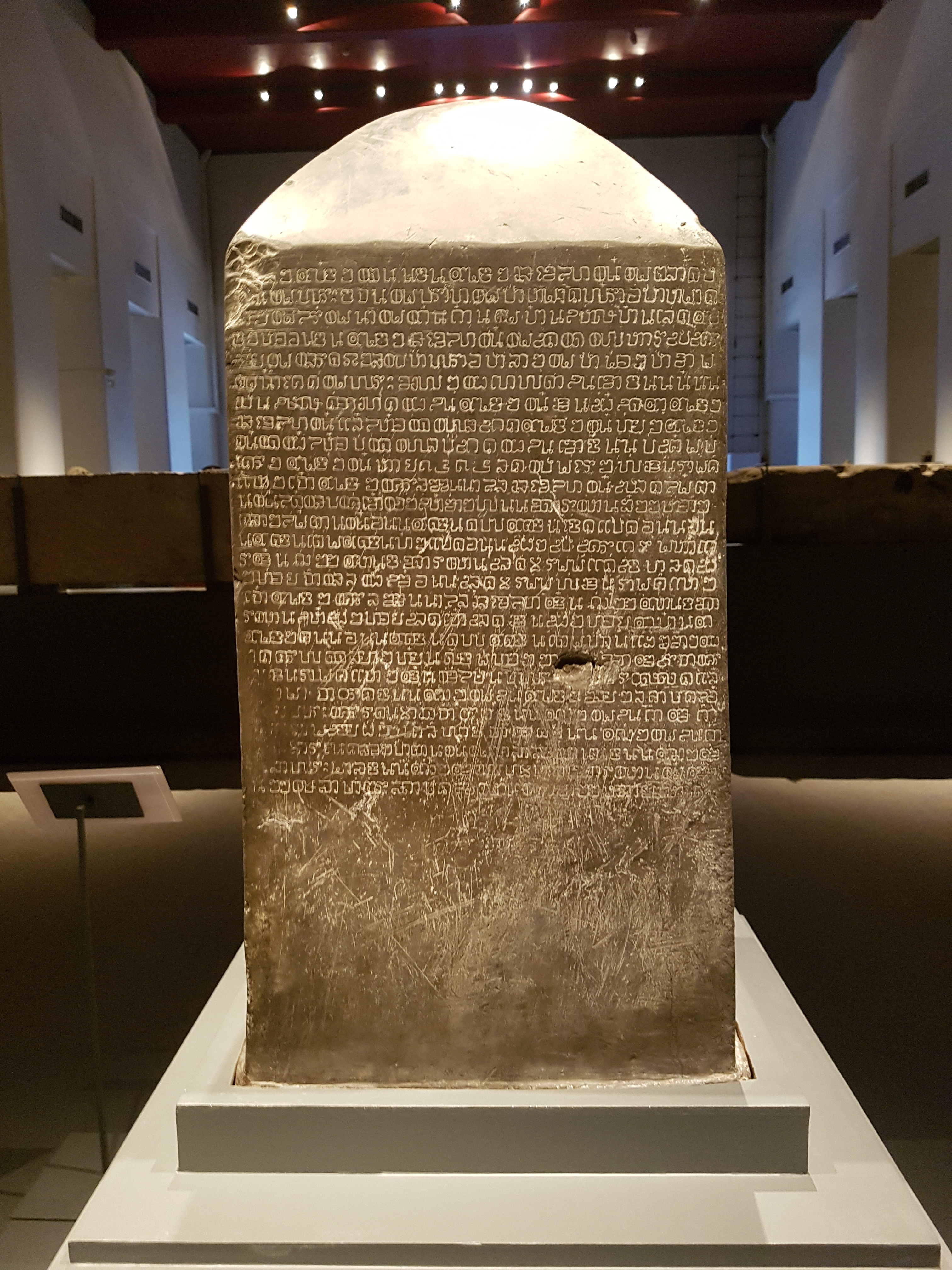
蘭甘亨碑銘
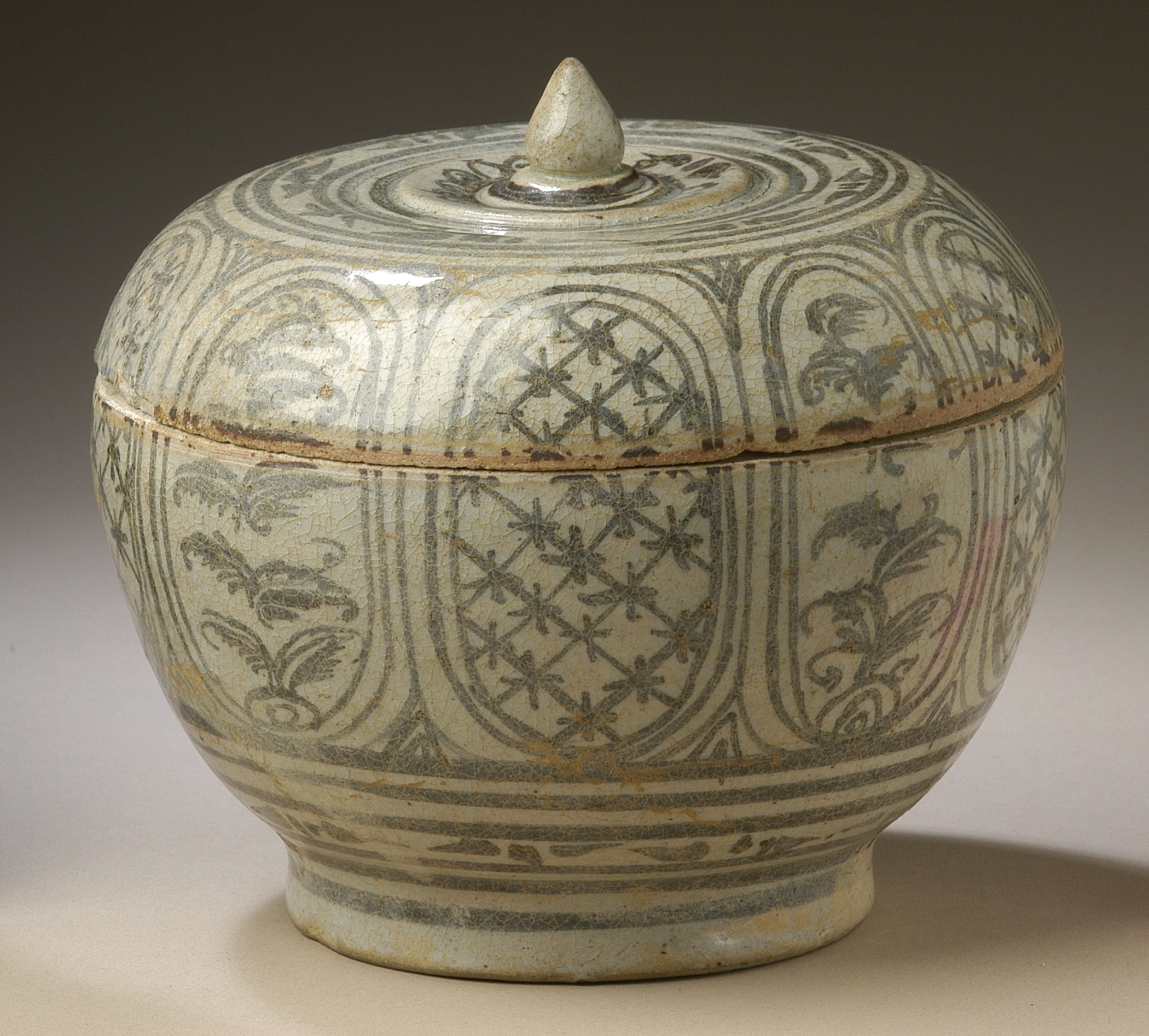
宋加洛陶器
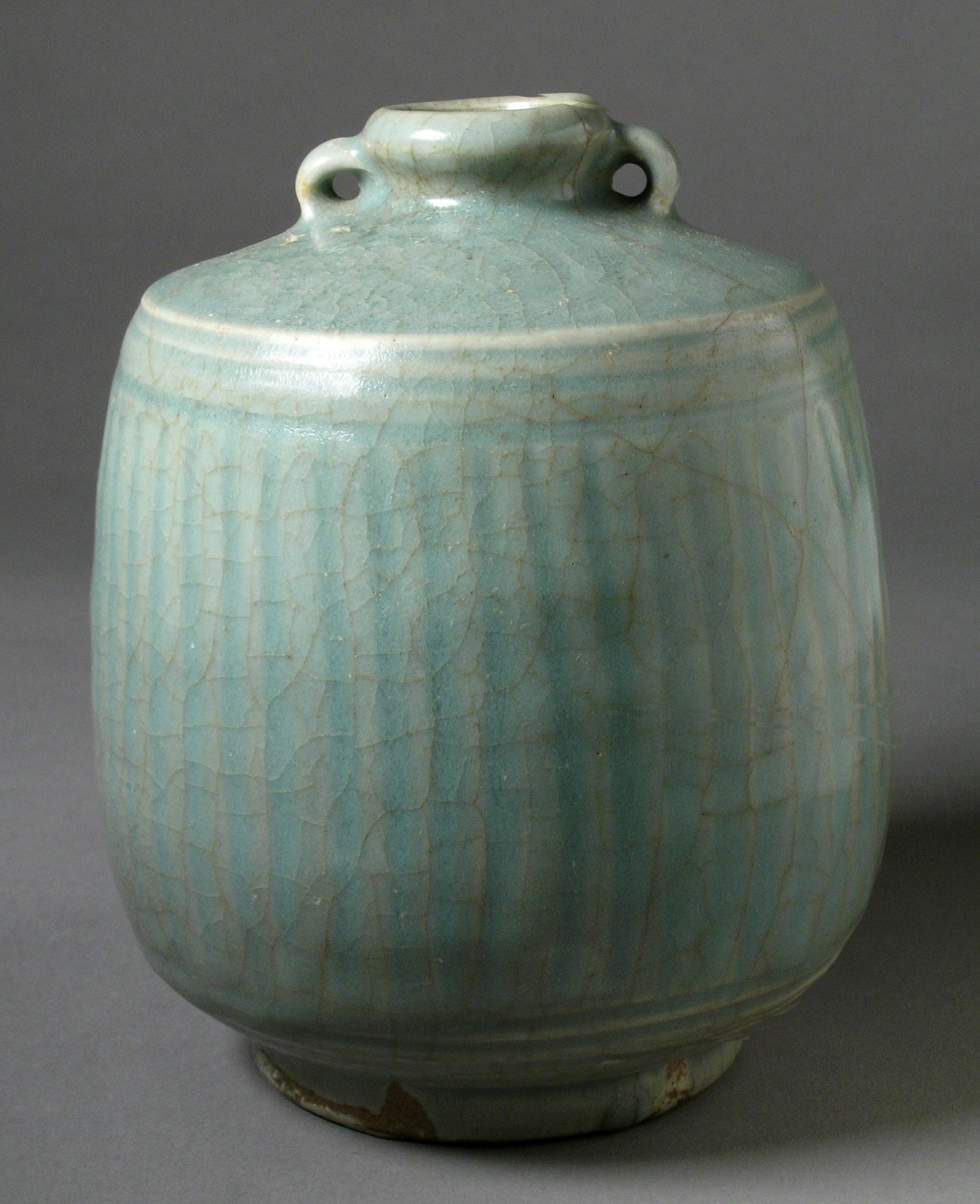
宋加洛陶器
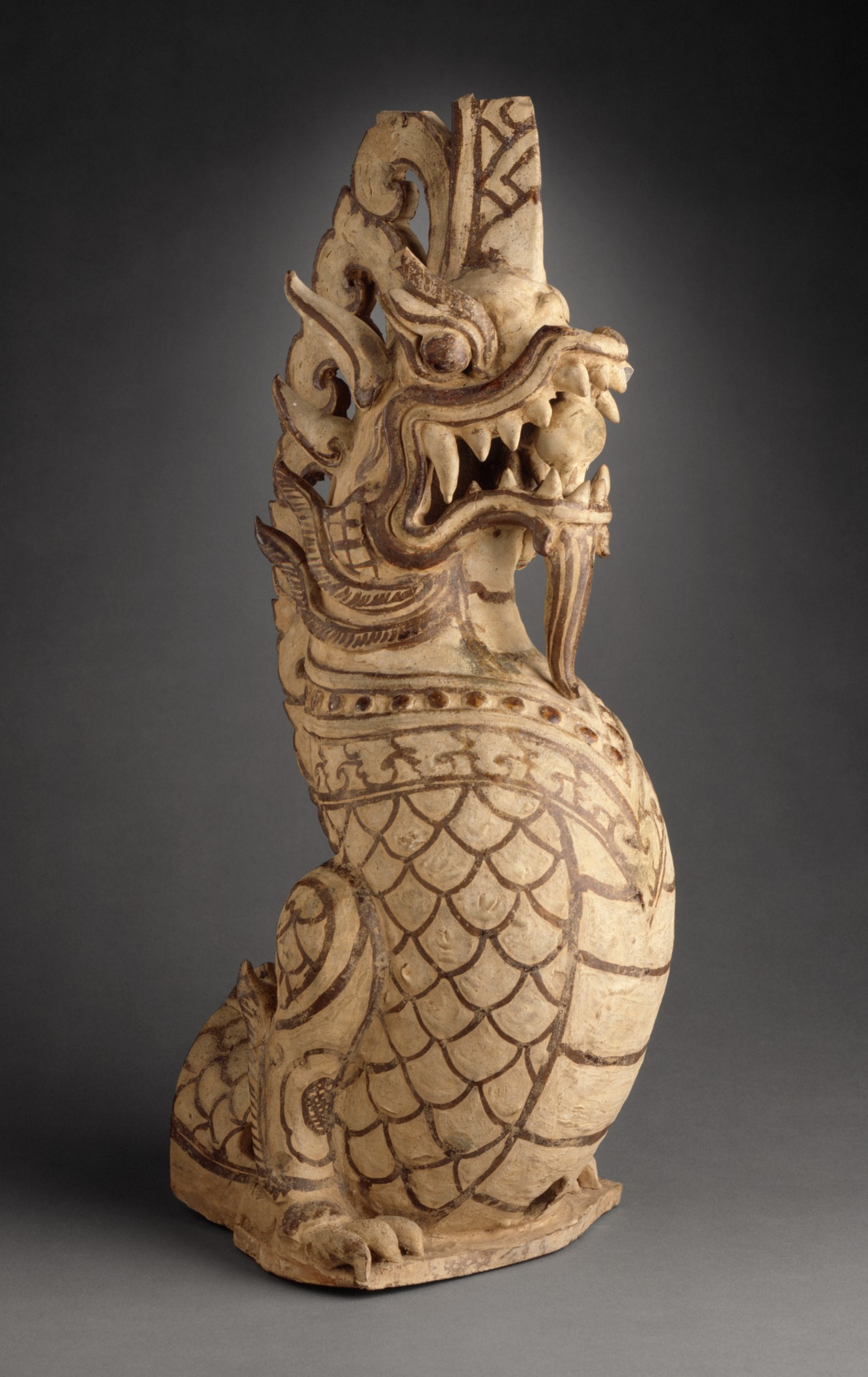
宋加洛陶器